# Archibald Montgomery-Massingberd
Sir Archibald Armar Montgomery-Messingberd, född 6 december 1873 i Fivemiletown, Tyrone, Nordirland, död 13 oktober 1947 i Spilsby, Lincolnshire, England, var en brittisk arméofficer och fältmarskalk. Han tjänstgjorde i andra boerkriget och i första världskriget, och var senare drivkraften bakom bildandet av en permanent "mobil division", föregångare till 1:a pansardivisionen i brittiska armén. Han var chef över det brittiska imperiets generalstab 1933-1936.

## Biografi
Archbald var son till Hugh de Fellenberg Montgomery, en markägare och  Unionistpolitiker i Ulster, och dennes hustru Mary Sophia Juliana May Montgomery (född Maude). Den unge Montgomery utbildades vid Charterhouse och vid Royal Military Academy, Woolwich, och fick därefter kommendering som andre löjtnant i Royal Field Artillery den 4 november 1891. Han utstationerades till ett fältbatteri i Indien 1892 och blev löjtnant den 4 november 1894. Han tjänstgjorde vid Royal Field Artillery under andra boerkriget och deltog i slaget vid Magersfontein och slaget vid Paardeberg. Efter att ha blivit befordrad till kapten den 8 mars 1900, omnämndes han i depescher den 4 september 1901. Han stannade i Sydafrika under hela kriget, som slutade med freden i Vereeniging 31 maj 1902, och återvände hem på SS Saxon som anlände till Southampton i slutet av oktober 1902.

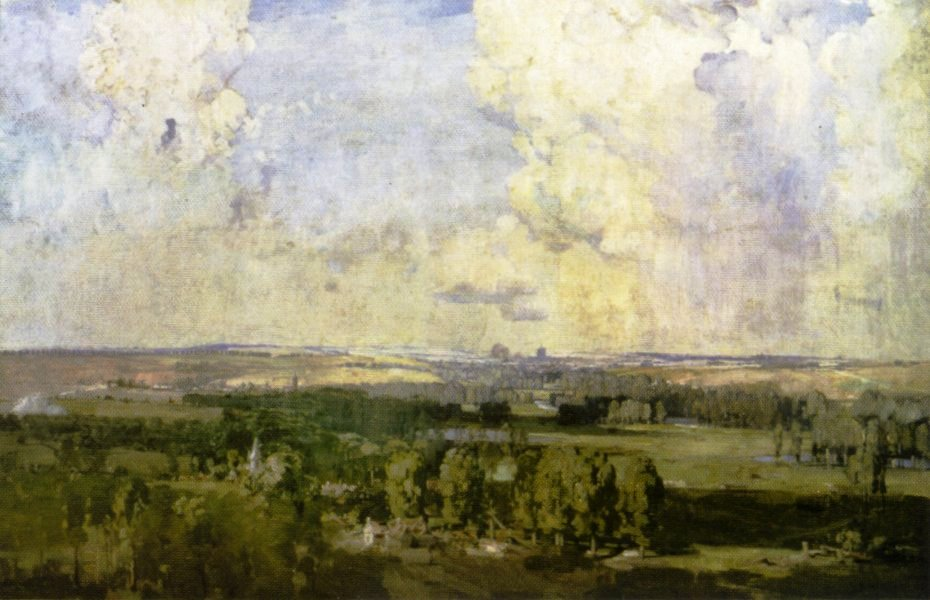
Amiens, där Montgomery-Massingberd spelade en viktig roll som vice befälhavare för fjärde armén under första världskriget.

Efter kriget tjänstgjorde Montgomery som batterikapten på Bulford Camp innan han utbildade sig på Staff College, Camberley 1905 till 1906. Han blev stabskapten vid Inspectorate of Horse and Field Artillery 1907 och stabsofficer vid Aldershot Command 1908. Befordrad till major den 5 juni 1909 utsågs till generalstabsofficer vid Indian Army Staff College på Quetta i Indien den 9 februari 1912.
Vid utbrottet av första världskriget i juli 1914 utsågs Montgomery till generalofficer för British Expeditionary Force (BEF) i Frankrike. Han utsågs till stabschef vid IV Corps i Frankrike i oktober 1914. Befordrad till överstelöjtnant den 16 maj 1915, blev han stabschef för BEF:s fjärde armé i februari 1916, en roll som han, enligt fältmarskalk Sir Douglas Haig, vid planeringen för slaget vid Somme 1916, utförde med "stor förmåga och framgång". Efter befordran till rang som generalmajor den 1 januari 1917 tilldelades han Companion of the Order of the Bath för sina tjänster i fält den 1 januari 1918. Han var då biträdande befälhavare för fjärde armén (ersättare för general Sir Henry Rawlinson) under de sista månaderna av kriget och spelade en viktig roll i framgången för slaget vid Amiens. Han utnämndes till Knight Commander of the Order of St Michael and St George för sina tjänster i samband med militära operationer i Frankrike och Flandern den 1 januari 1919 och tilldelades också American Distinguished Service Medal av USA:s president den 12 juli 1919.
Montgomery utnämndes till stabschef för den brittiska armén vid Rhen efter kriget och sedan till ställföreträdande chef för generalstaben i Indien den 27 mars 1920 innan han blev general med befäl över 53:e (walesiska) Divisionen den 3 mars 1922. Han fick därefter befälet över 1:a Infanteridivisionen i Aldershot den 4 juni 1923 och efter att ha uppgraderats till Knight Commander of the Order of the Bath under nyårscelebreringen 1925 befordrades han till generallöjtnant den 16 mars 1926. Efter ett tvåårigt avbrott blev han general med befäl över södra kommenderingen den 17 juni 1928. Befordrad till general den 1 oktober 1930 utsågs han till generaladjutant för styrkorna den 1 mars 1931 och gjorde Aide-de-Camp General to the King den 3 mars 1931.
Han utnämndes till chef för den Kungliga generalstaben i februari 1933. Bland hans viktigaste insatser under denna tid var mekaniseringen av kavalleriet. Han var den drivande kraften bakom bildandet av en permanent "mobil division". Trots detta var han, enligt Williamson och Millett, ett hinder för utvecklingen av mekaniserade styrkor och undertryckte analysen av den brittiska arméns prestationer under första världskriget, som initierades av hans föregångare, Lord Milne. Tilldelad Knight Grand Cross of the Order of the Bath vid kungens födelsedagscelebrering 1934, utsågs han till fältmarskalk den 7 juni 1935 och gick sedan i pension i mars 1936.

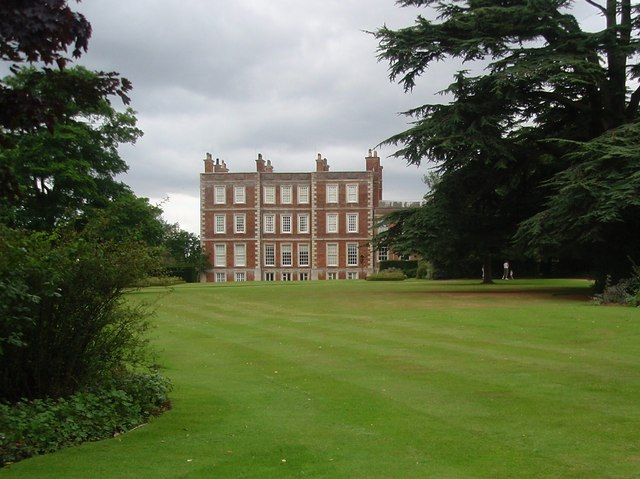
Gunby Hall, Montgomery-Massingberds hem i Lincolnshire.

Vid pensionering blev han ställföreträdande löjtnant  och därefter vice löjtnant för länet i Lincoln. Under andra världskriget i Air ministeriet försökte bygga ett flygfält på Great Steeping i Lincolnshire som skulle ha förlängts till Sir Archibald hustrus traditionella släktgård, vilket skulle leda till rivning av den magnifika herrgården Gunby Hall. Han vädjade personligen till kung George VI och flygdepartementet gav med sig och ritade om de planer som resulterade i att nya RAF Spilsby togs tillbaka söderut. Under andra världskriget tog han också ansvar för att organisera och rekrytera hemvärnet i Lincolnshire i nio månader. Hans största passion i livet var hästsport. Han dog i sitt hem, Gunby Hall, den 13 oktober 1947 och begravdes vid St. Peter's Church i Gunby.

### Familj
År 1896 gifte sig Archibald Montgomery med Diana Langton Massingberd men fick inga barn. I oktober 1926 ärvde hans hustru Massingberd-familiens gods, och han bytte då namn genom för att lägga till hennes namn till sitt eget.  Således är hänvisningar till honom som "Montgomery-Massingberd" under första världskriget anakronistiska. Journalisten och släktforskaren Hugh Massingberd var kusin till både fältmarskalken och separat, till fältmarskalkens hustru, och 1963 antog han och hans far också namnet Massingberd för att ärva samma gods.